# Koperta bidentata
Koperta bidentata är en insektsart som beskrevs av Irena Dworakowska 1981. Koperta bidentata ingår i släktet Koperta och familjen dvärgstritar. Inga underarter finns listade i Catalogue of Life.